# Evan Klamer
Evan Klamer (* 5. Januar 1923 in Kopenhagen; † 28. April 1978 in Lundtoft Kommune) war ein dänischer Radrennfahrer.

## Sportliche Laufbahn
Klamer war im Bahnradsport und im Straßenradsport aktiv. Er begann 1945 als Amateur mit dem Radsport. Er war Teilnehmer der Olympischen Sommerspiele 1948 in London. Im Tandemrennen wurde er mit seinem Partner Hans Andresen beim Sieg von Ferdinando Terruzzi und Renato Perona auf dem 5. Rang klassiert. Von 1949 bis 1959 fuhr er als Berufsfahrer. In den Jahren 1951 bis 1954 wurde er bei den nationalen Meisterschaften jeweils Vize-Meister im Sprint der Profis. Klamer fuhr etliche Sechstagerennen. 1955 gewann er das Rennen in Aarhus, sowie das in Kopenhagen. 1956 siegte er in Frankfurt am Main. In Kopenhagen trug er mit seinem Stammpartner Kay Werner Nielsen traditionell das Trikot mit der Nummer sieben.

## Berufliches
Klamer war nach seiner Karriere in verschiedenen Berufen tätig, so im Fahrradhandel, der Autovermietung und der Zigarrenherstellung.